# علكمة (أفلح اليمن)

تعديل مصدري - تعديل

علكمة هي إحدى قرى عزلة جياح بمديرية أفلح اليمن التابعة لمحافظة حجة، بلغ تعداد سكانها 292 نسمة حسب تعداد اليمن لعام 2004.